# Podsex
Podsex foi um programa de TV exibido pela MTV Brasil, apresentado por Kika Martinez e Titi Müller, onde as duas conversavam sobre sexo. Este programa começou como um podcast no Portal MTV, e devido ao sucesso, estreou na TV em março de 2009.